# جهود الإنقاذ والاستخراج بعد هجمات 11 سبتمبر على مركز التجارة العالمي

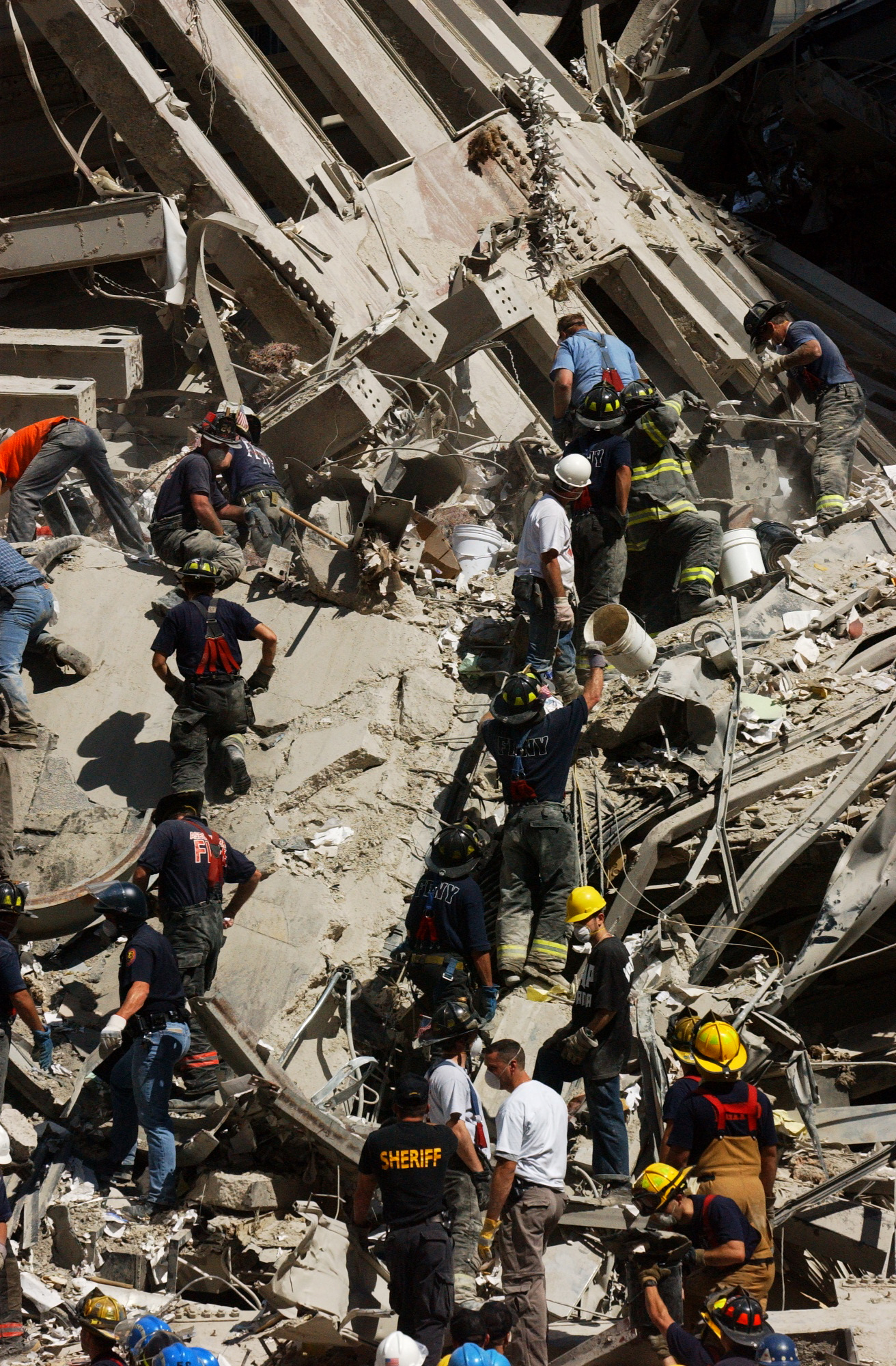
عمال يعملون على إزالة الأنقاض في 14 سبتمبر 2001

اتسمت ردة الفعل على المستوى المحلي، وعلى مستوى ولاية نيويورك، وعلى المستوى الفدرالي والدولي تجاه هجمات 11 سبتمبر على مركز التجارة العالمي بضخامتها. حفزت أحداث ذلك اليوم استجابة كبرى لدى خدمات الطوارئ المحلية وفرق الإنقاذ للمساعدة في إخلاء البرجين، وهو ما أسفر إلى وقوع خسائر ضمن طواقم الإنقاذ أنفسهم عندما انهار البرجان. بعد الهجمات، أطلقت وسائل الإعلام على موقع برج التجارة العالمي «غراوند زيرو»، في حين أشار رجال الإنقاذ إليه باسم «الرُّكام».
ضمن عمليات الاستخراج والتنظيف المستتبعة، راحت طواقم الأشغال المعدنية والبناء بالهبوط إلى الموقع لتقديم خدماتها واستمروا في ذلك حتى إخلاء الموقع في مايو 2002. طوال السنوات اللاحقة، أُجريت تحقيقات ودراسات لاختبار الآثار التي خلّفتها تلك العمليات على الذين اشتركوا فيها، مع ملاحظة وجود عدد من الاضطرابات التي تُعزى إلى التعامل مع الأنقاض والضغط النفسي.

## إخلاء المبنى
بعد اصطدام طائرة الخطوط الجوية الأمريكية الرحلة 11 بالبناء الشمالي لمركز التجارة العالمي، أُطلق تحذير اعتيادي لمَن هم في البرج الجنوبي يطلب منهم البقاء في البناء كونه آمنًا. رغم ذلك، لم يستجب بعضهم لتلك الأوامر، وأخلوا البناء الجنوبي (أشهرهم ذكرًا ريك ريسكورلا مدير الأمن في مؤسسة مورغان ستانلي المصرفية، الذي أخلى 2687 موظفًا في مورغان ستانلي من أصل 2700 في البناء). انتظم أولئك الذين أخلوا المبنى عبر باب  في الطابق الأوسط كان يؤدي إلى جسر يربط البناء ببناء آخر، وأُخلي الجميع عبر البناء الثاني. لم يرد رجال الإطفاء أن يغادر الجميع من الأبواب الأمامية خوفًا من الركام المتساقط، وبعد ذلك بسبب الأفراد المتساقطين الذين قرروا القفز من نوافذ الأبراج.
وفقًا لإجراءات الإخلاء الاعتيادية المتبعة في طوارئ الحريق في برج التجارة العالمي، فقد طُلب إخلاء الطوابق الواقعة فوق وتحت الطابق الذي أصابته النيران، إذ إن إخلاء 50.000 عامل من البناء كان كفيلًا بخلق حالة من الفوضى العارمة.

## استجابة الطوارئ

### رجال الإطفاء
أسرع رجال قسم الإطفاء بمدينة نيويورك إلى مركز التجارة العالمي بدقائق بعد اصطدام الطائرة الأولى بالبرج الشمالي. كان جوزيف فايفر وطاقمه التابع للفوج الأول من أوائل الواصلين إلى الموقع. في الساعة 8:50 صباحًا، أُنشئ مركز قيادة الحوادث في ردهة البرج الشمالي. بحلول الساعة 9:00 صباحًا، قبيل ضرب رحلة يونايتد إيرلاينز 175 البرج الجنوبي، وصل قائد إدارة إطفاء مدينة نيويورك واستلم زمام قيادة عمليات الاستجابة. بسبب الركام المتساقط ولمخاوف تتعلق بالسلامة، نقل قائد إطفاء مدينة نيويورك مركز قيادة الحوادث إلى مكان في شارع ويست ستريت المقابل، مع بقاء العديد من رؤساء الإطفاء في ردهة البرج الشمالي التي استمر العمل فيها كموقع للعمليات لاحتوائها على لوحات التحكم بأجهزة الإنذار، والمصاعد، وأنظمة الاتصالات، وغيرها من المعدات. اقتضت الخطة الأولية لقسم إطفاء مدينة نيويورك إنقاذ وإخلاء الموجودين في البناء، وهو ما كان يستلزم إرسال رجال الإطفاء لمساعدة الأشخاص العالقين في المصاعد وغيرها. وتوجب على رجال الإطفاء التأكد من خلوّ جميع الطوابق بشكل كامل.
أُقيمت عدة نقاط تجهيز قرب مركز التجارة العالمي، حيث تمكنت وحدات الاستجابة للحرائق من استلام مهامها وتعليمات الانتشار. مع ذلك، وصل العديد من رجال الإطفاء إلى مركز التجارة العالمية دون المرور بنقاط التجهيز. نتيجة لهذا لم يستطع العديد من رؤساء إدارة الإطفاء معرفة أماكن وجود وحداتهم. اتجه العديد من رجال الإطفاء لاستلام مهامهم من ردهات البناء مباشرة، وأمرهم قادة الموقع بالدخول إلى البناء.
سببت مشاكل الاتصالات اللاسلكية فقدان العديد من القادة الاتصال برجال الإطفاء الذين دخلوا إلى البنائين. أُصيب نظام المعيد اللاسلكي في مركز التجارة العالمي بالتلف بعد ضربات الطائرتين، وهو النظام المسؤول عن بث الإشارات اللاسلكية المحمولة بكفاءة. بالنتيجة، لم يتمكن رجال الإطفاء من إبلاغ رؤسائهم عن سير عملياتهم، ولم يستطيعوا تلقي أوامر الإخلاء. إضافة إلى ذلك، وصل العديد من رجال الإطفاء الذين كانوا خارج أوقات دوامهم وبدؤوا المساعدة دون حملهم أجهزة لاسلكي. لم يكن ثمة قناة تواصل بين إدارة مطافئ مدينة نيويورك وقسم شرطة مدينة نيويورك التي حضرت طائرتها المروحية إلى موقع الحادث، ولا مع مرسل الخدمات الطبية الطارئة. كما لم يكن رجال الإطفاء على إحاطة كاملة بالتقارير التلفزيونية أو غيرها من مصادر المعلومات الخارجية، والتي كان من الممكن أن تعين على تقييم الوضع. عندما انهار البرج الجنوبي في الساعة 9:59 صباحًا، لم يكن رجال الإطفاء في البرج الشمالي على دراية كافية بما حصل. على وجه السرعة، أصدر قائد فوج الإطفاء الموجود في ردهة البرج الشمالي أمرًا على اللاسلكي إلى رجال الإطفاء في البرج بالإخلاء، ولكن العديدين لم يتلقوا الأمر بسبب أجهزة اللاسلكي المتعطلة. أدى ذلك إلى مقتل 343 رجل إطفاء عند انهيار البرج.
عندما انهار البرج الجنوبي، نُقل مركز قيادة الحوادث من شارع ويست ستريت، وهو ما أفضى إلى حالة أكبر من الفوضى في القيادة والسيطرة. عند انهيار البرج الشمالي، لقي قائد إدارة إطفاء نيويورك بيتر غانتشي حتفه بسبب الركام المتساقط. بعد انهيار مركز التجارة العالمي، أُقيم مركز القيادة في مركز إطفاء في غرينيتش فيليج.
أرسلت إدارة إطفاء مدينة نيويورك 200 وحدة (من أصل 400) إلى الموقع، بوجود أكثر من 400 رجل إطفاء في المكان لحظة انهيار البنائين. تلقت إدارة إطفاء مدينة نيويورك مساعدة من مقاطعات ناسو، وسافولك، وويستشيستر، وغيرها من المقاطعات المجاورة، وإن كانت بإمكانيات محدودة لإدارة وتنسيق عمليات الإنقاذ. إضافة إلى اشتراكهم في عمليات الاستخراج في غراوند زيرو، قدّم رجال الإطفاء المتطوعين من مقاطعتيّ لونغ آيلاند وويستشيستر خدماتهم في مراكز الإطفاء في جميع أرجاء مدينة نيويورك للمساعدة في حالات الطوارئ والحرائق الأخرى.

### الأطباء، وفريق الخدمات الطبية الطارئة، وغيرهم من الطواقم الطبية
بدأ فنيّو الإسعاف والباراميدك التابعين لإدارة إطفاء مدينة نيويورك، جنبًا إلى جنب مع سيارات إسعاف نظام 911 التابعة لمشافٍ وهيئات إسعاف تطوّعت للعمل، بدأوا الوصول في الساعة 8:53 صباحًا، وسرعان ما أنشؤوا نقطة إدارة خارج البرج الشمالي، في شارع ويست ستريت، ثم نُقلت بسرعة إلى زاوية شارعيّ فيزي وويست ستريت. مع توافد طواقم طبية أكثر إلى المكان، أقيمت خمس نقاط فرز إسعافات حول موقع مركز التجارة العالمي. واجه رؤساء فرق الخدمات الطبية الطارئة صعوبات بالتواصل عبر أجهزة اللاسلكي، بسبب الحجم الهائل من حركة الاتصال اللاسلكية. في الساعة 9:45 صباحًا، خُصصت قناة اتصال ليستعملها الرؤساء والمشرفون فحسب، لكن الكثيرين لم يعلموا بتخصيصها واستمروا في العمل على قناة الإرسال الأخرى. نجم عن صعوبات التواصل حرمان القادة من المعرفة الدقيقة بظروف الوضع.
أُثقل كاهل مسؤولي الاتصالات في مركز الطوارئ 911، والذين كانوا ينسقون استجابات فرق الخدمات الطبية الطارئة ويعيّنون مهام الوحدات، أثقل كاهلهم بطوفان الاتصالات الواردة، إضافة إلى الاتصالات عبر النظام اللاسلكي. لم يتمكن المرسلون من معالجة وفهم جميع المعلومات الواردة عن أوضاع الطوابق العليا، بما فيها معلومات من أفراد كانوا عالقين في البرجين. لم يستطع مرسلو مركز الطوارئ 911 الواقعين تحت ضغط الاتصالات من إعطاء إرشادات فاعلة أو إدارة المشهد.